# Birmingham Legion Football Club
Birmingham Legion FC é um clube americano de futebol profissional baseado em Birmingham, Alabama, que compete na USL Championship, a segunda divisão do futebol americano. A equipe foi fundada em agosto de 2017 e iniciou sua primeira temporada profissional em 10 de março de 2019.

## História
Em 9 de agosto de 2017, a United Soccer League (agora conhecida como USL Championship), Divisão II sancionada pela Federação de Futebol dos Estados Unidos, concedeu uma equipe para Birmingham começar a jogar na temporada de 2019. Em 17 de janeiro de 2018, o nome da equipe foi revelado como Birmingham Legion FC, uma referência ao histórico Legion Field, inaugurado em 1927. No entanto, a equipe vai jogar no BBVA Compass Field, atual sede do UAB.
A estrela do Real Monarchs, Chandler Hoffman, assinou como o primeiro jogador da equipe em julho de 2018. Em Agosto, a equipa anunciou que Tom Soehn seria o primeiro treinador do Birmingham Legion FC.
Seu primeiro jogo profissional resultou em uma derrota por 2-0 contra o Bethlehem Steel FC em 10 de março de 2019.

## Elenco atual
Atualizado em 06 de março de 2021.
Legenda
- : Capitão
- : Jogador suspenso
- : Jogador lesionado

## Estatísticas

### Participações
|  | Participações em 2020 |

| Competição     | Competição               | Temporadas | Melhor campanha      | Estreia | Última | P | R |
| Estados Unidos | Lamar Hunt U.S. Open Cup | 2          | Terceira Fase (2019) | 2019    | 2020   |   | – |